# Нововладимировский (Челябинская область)
Нововладимировский — посёлок в Варненском районе Челябинской области России. Входит в состав Краснооктябрьского сельского поселения..

## История
В конце 1950-х гг. в нескольких километрах от села Владимировна, на правом берегу реки  Арчаглы-Аят были обнаружены залежи гранита, в 1958—1959 гг. заложен Владимировский карьер по добыче щебня. Закрыт в 1993 году.

## География
Расположен в южной части района, у границы с Республикой Казахстан, на берегу реки Арчаглы-Аят. Расстояние до районного центра села Варна 68 км.

## Население
| 2002 | 2010 |
| ---- | ---- |
| 260  | ↗262 |

(в 1959 — 62, в 1970 — 215, в 1983 — 393, в 1995 — 328)

## Улицы
- Заречная,
- Зелёная,
- Молодёжная,
- Набережная.

## Инфраструктура
- Фельдшерско-акушерский пункт,
- клуб.